# Borszowice (przystanek kolejowy)
Borszowice (ukr. Боршевичі, ros. Борщовичи) – przystanek kolejowy w miejscowości Borszowice, w rejonie samborskim, w obwodzie lwowskim, na Ukrainie.